# Pjotr Sawwitsch Utkin

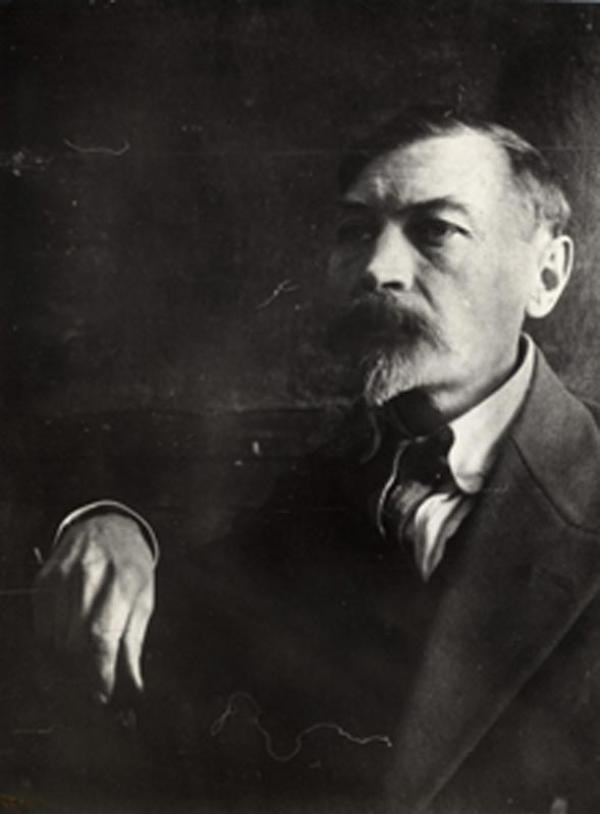
Pjotr Sawwitsch Utkin

Pjotr Sawwitsch Utkin (russisch Пётр Саввич Уткин; * 27. Septemberjul. / 9. Oktober 1877greg. in Tambow; † 17. Oktober 1934 in Leningrad) war ein russisch-sowjetischer Maler und Hochschullehrer.

## Leben
1878 zog die Familie Utkin nach Saratow. Der Vater verließ bald die Familie, worauf die Mutter mit ihren drei Söhnen in Not geriet. Utkin musste früh arbeiten, was aber sein Interesse für die Malerei nicht beeinträchtigte. Nach der Ausbildung im Saratower Atelier für Malerei und Zeichnen der Gesellschaft der Schönen Künste studierte Utkin 1897–1907 an der Moskauer Hochschule für Malerei, Bildhauerei und Architektur (MUSchWS) bei Isaak Lewitan, Konstantin Korowin und Walentin Serow.
Utkin wurde wie auch sein Freund Pawel Kusnezow stark von Wiktor Borissow-Mussatow beeinflusst. Utkin schloss sich den  Symbolisten an und beteiligte sich an der Organisation der Ausstellung Alaja Rosa (Scharlachrote Rose) 1904 in Saratow und der Ausstellung Golubaja Rosa (Blaue Rose) 1907 in Moskau.
Nach der Oktoberrevolution lehrte Utkin zunächst in Saratow an der Bogoljubow-Kunstschule und dann in Leningrad an den aus der Kaiserlichen Akademie der Künste entstandenen Nachfolgehochschulen WChUTEMAS, WChUTEIN und Repin-Institut für Malerei, Bildhauerei und Architektur.
Ein großer Teil der Werke Utkins ging im Deutsch-Sowjetischen Krieg während der Leningrader Blockade durch Brände verloren.

## Werke

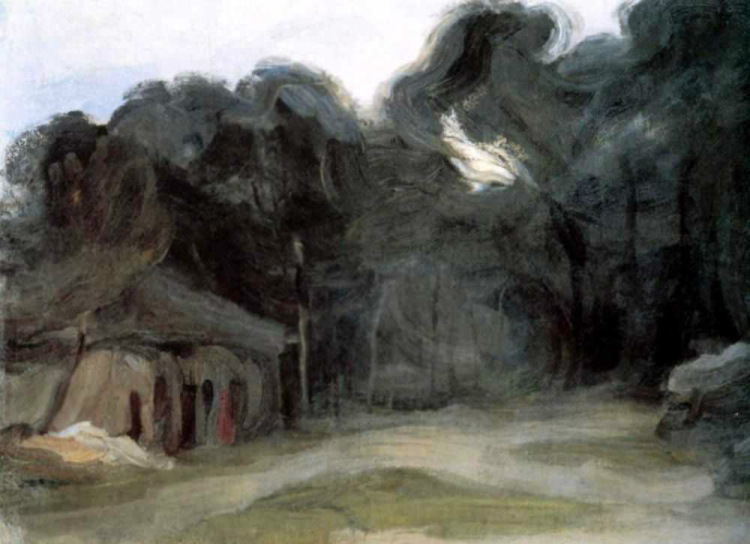
Waldrand
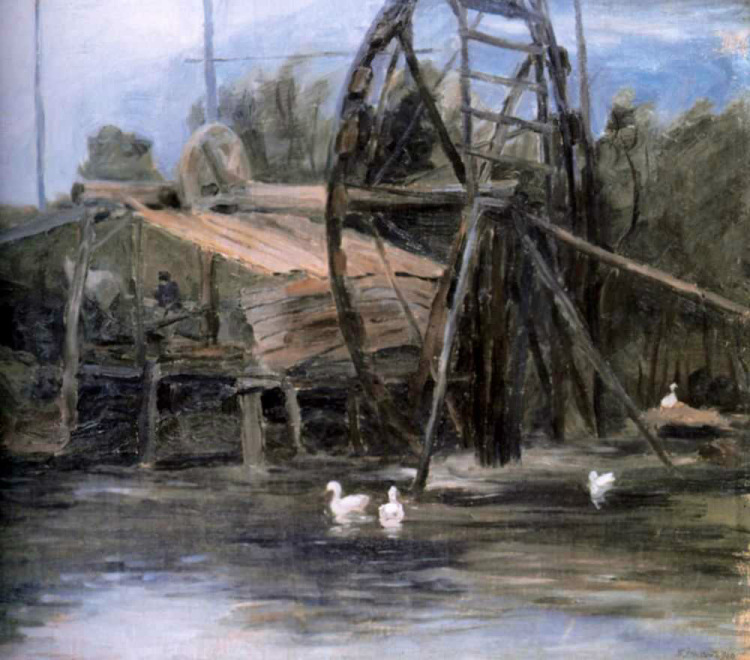
Heuschober
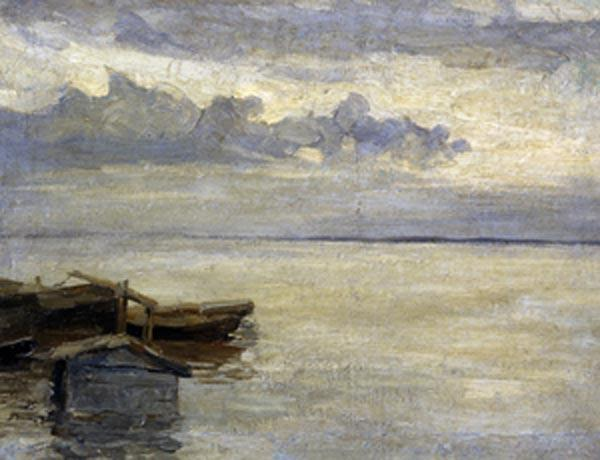
Auf der Wolga (1900er Jahre)
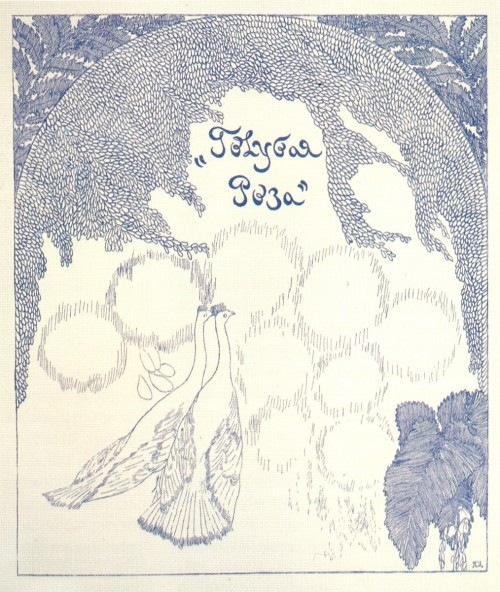
Titelseite Golubaja Rosa (Zeitschrift Solotoje Runo (Goldenes Vlies) Nr. 5, 1907)
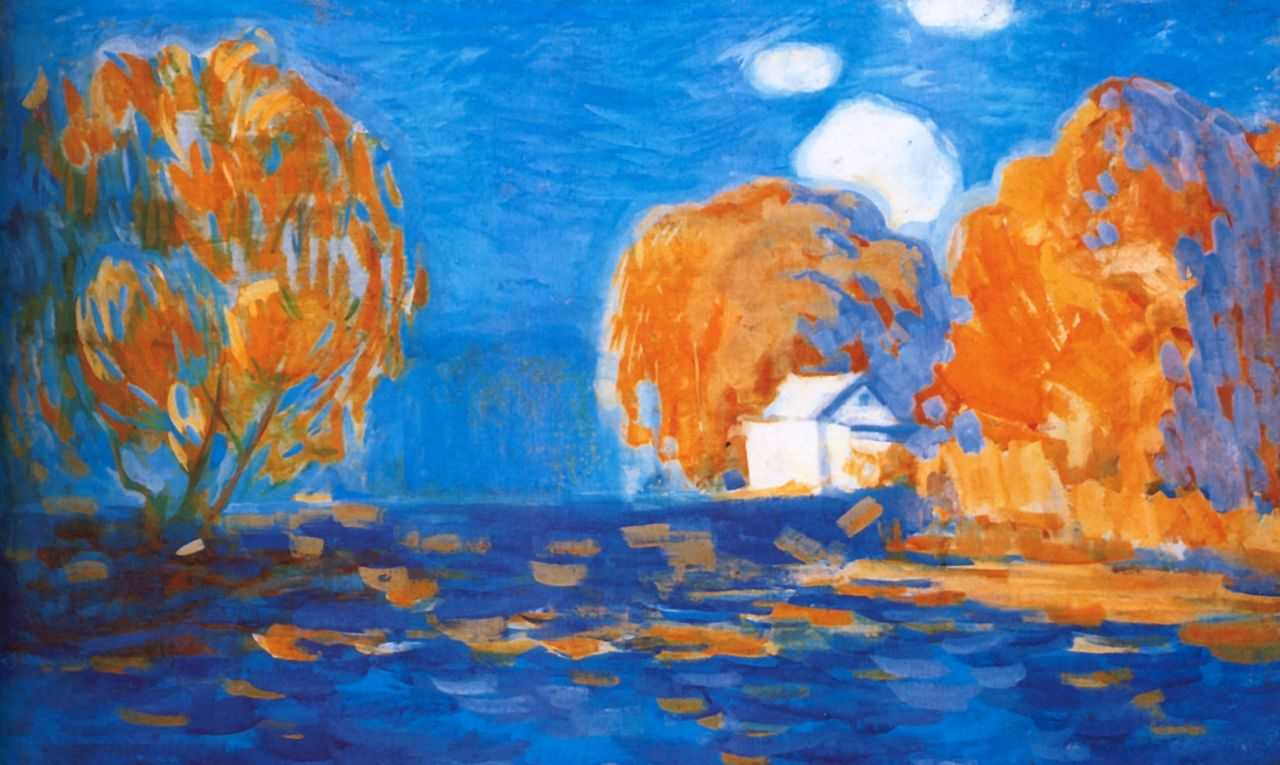
Goldener Herbst (1908)
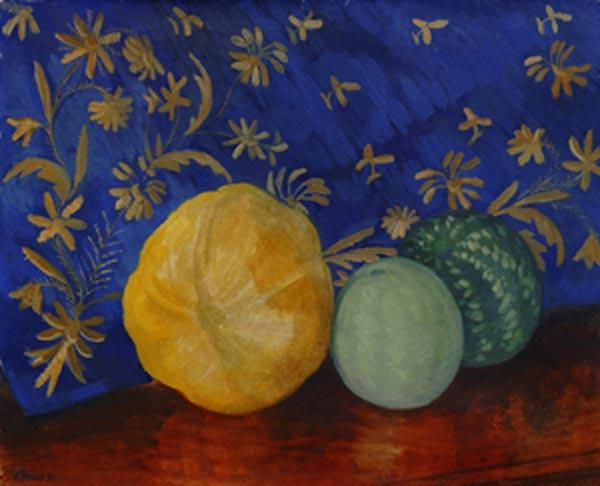
Stillleben (1911)
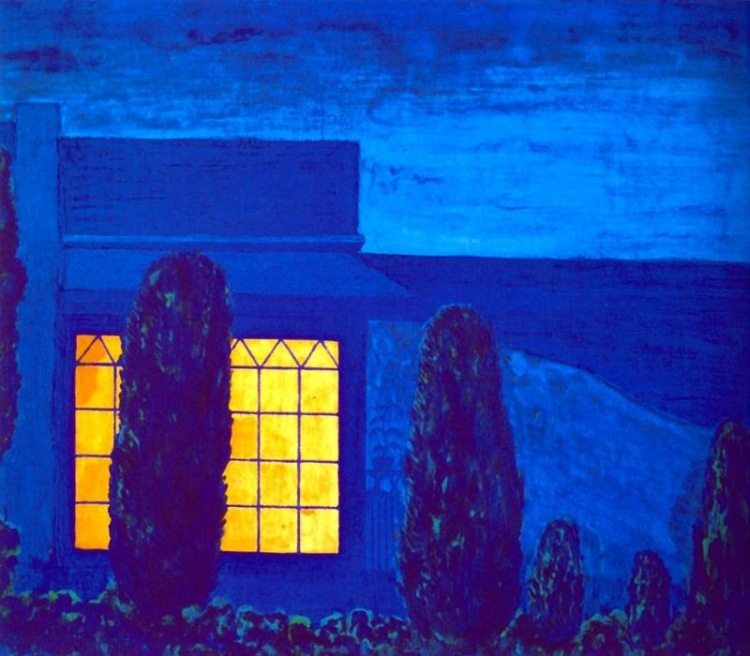
J. Schukowskis Haus in Kutschuk-Koi